# Boston Society of Film Critics Awards 2008
29. ročník předávání cen asociace Boston Society of Film Critics Awards se konal 14. prosince 2008.

## Vítězové
- Nejlepší film
  1. Milionář z chatrče a VALL-I
  2. Milk
- Nejlepší režisér

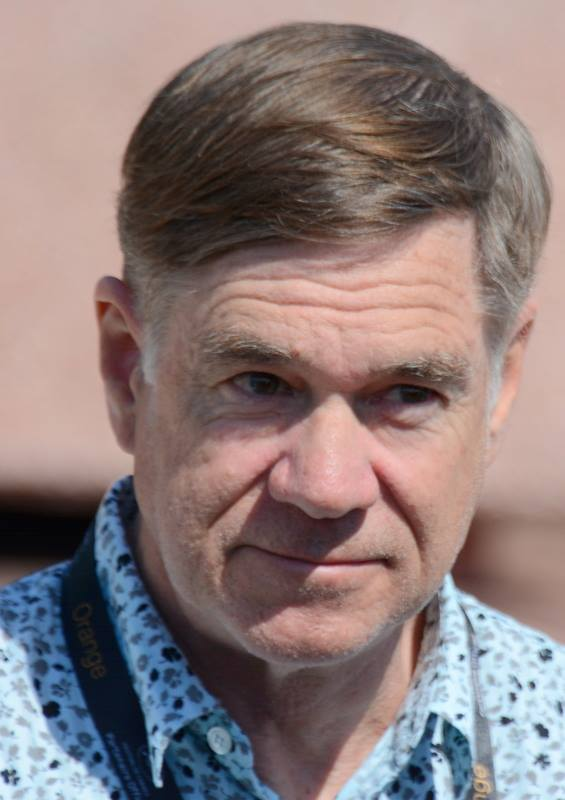
Gus Van Sant, vítěz v kategorii nejlepší režisér

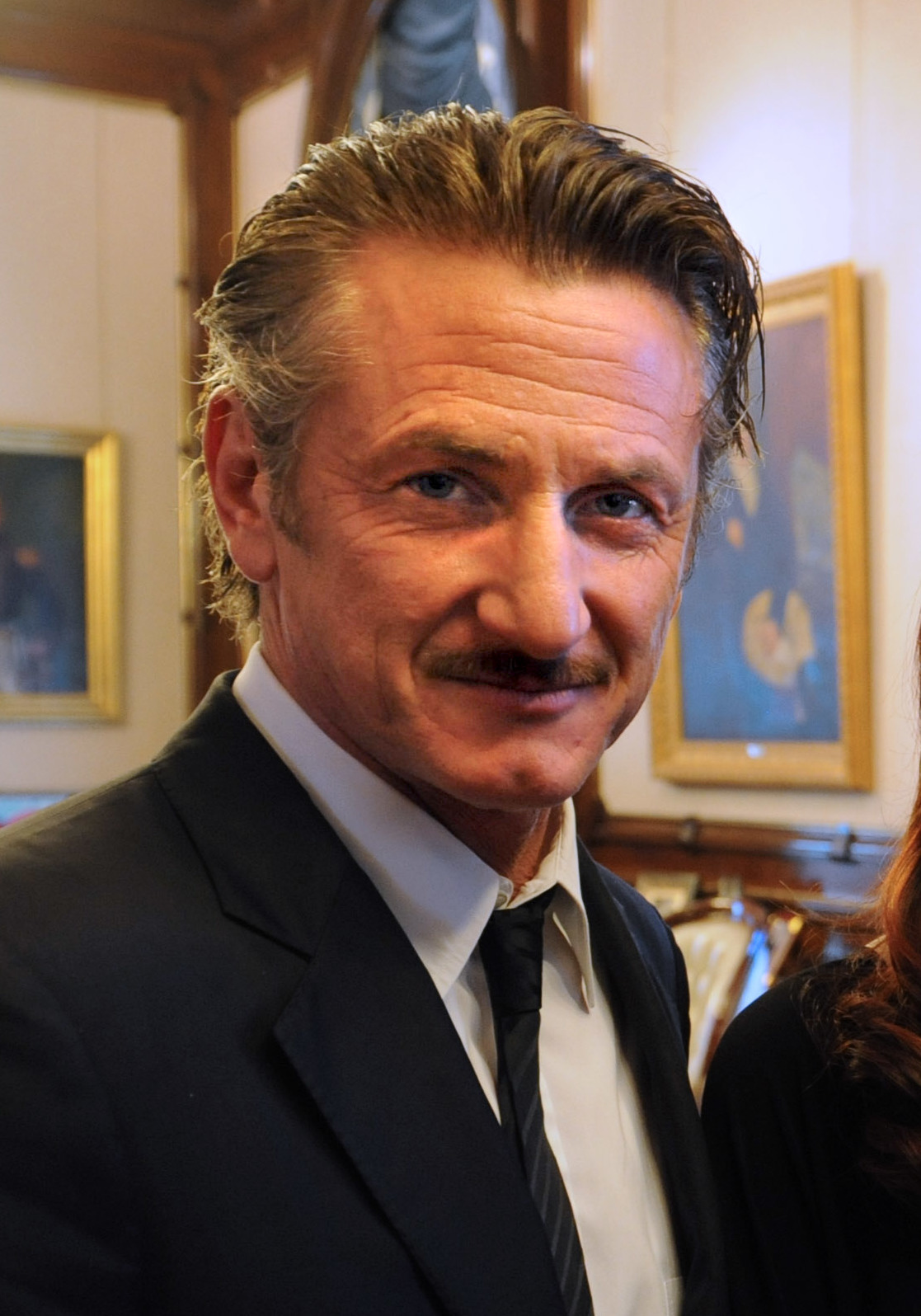
Sean Penn, vítěz v kategorii nejlepší mužský herecký výkon v hlavní roli

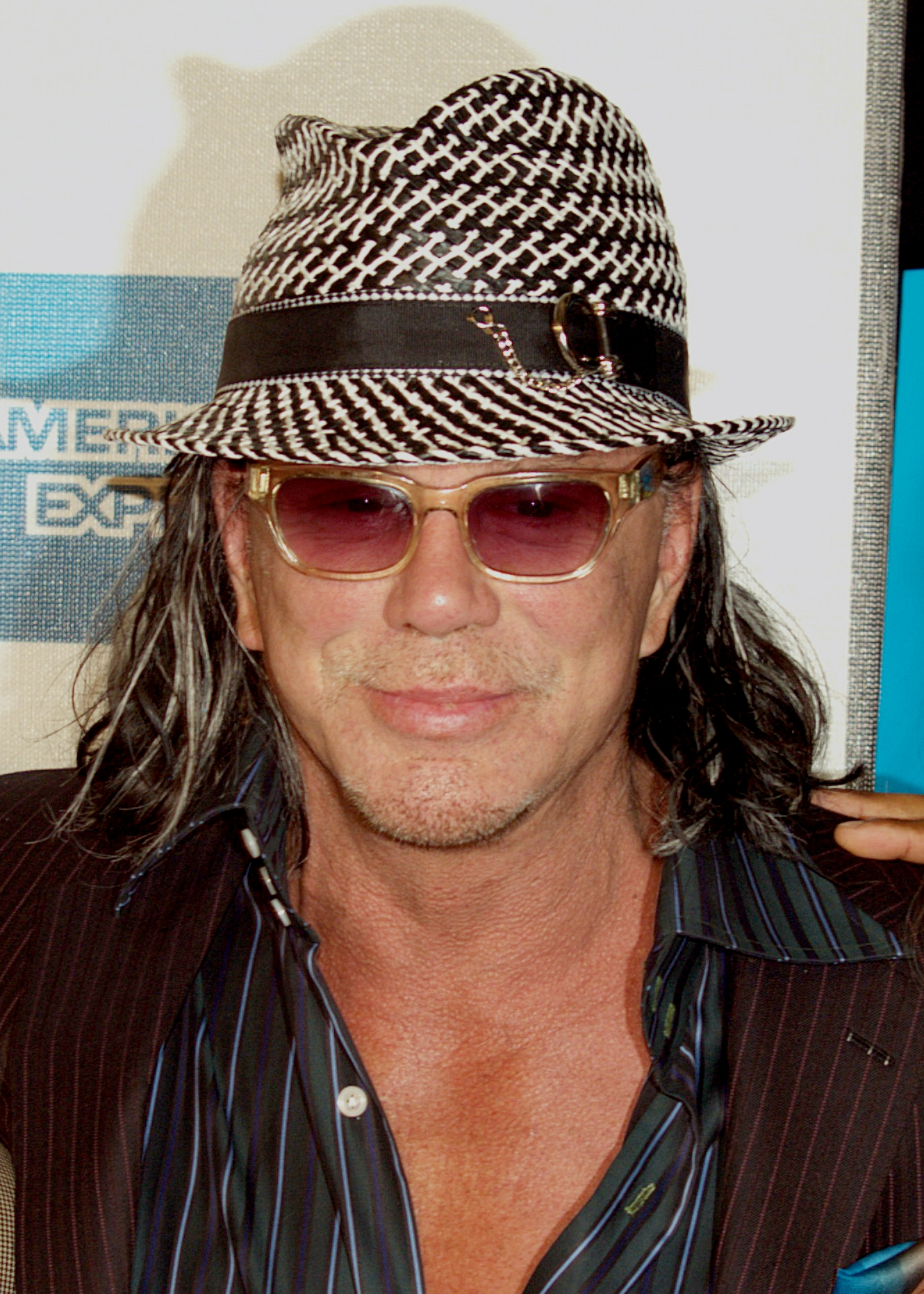
Mickey Rourke, vítěz v kategorii nejlepší mužský herecký výkon v hlavní roli

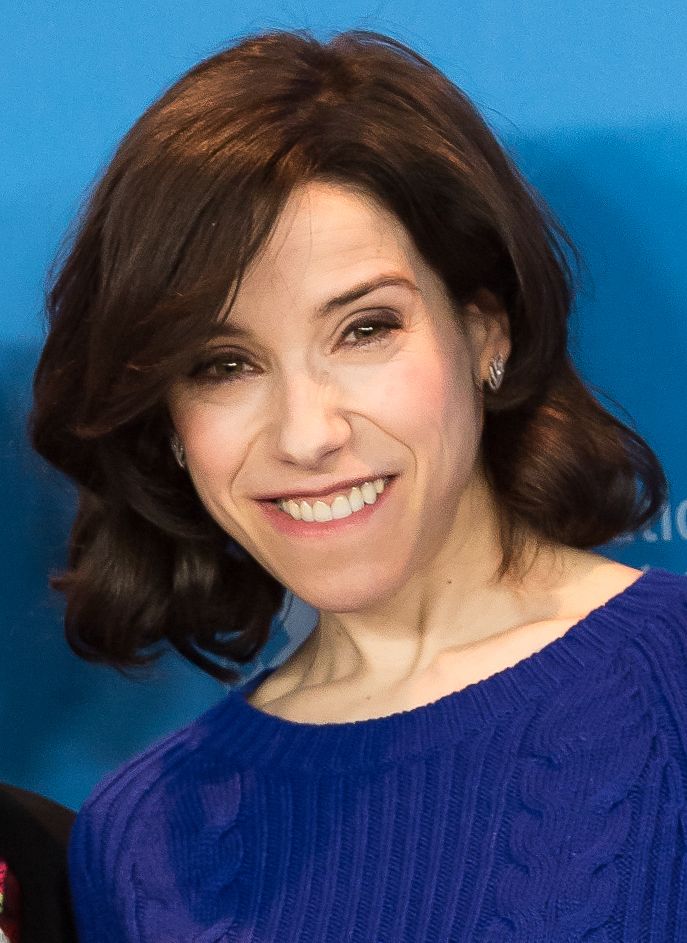
Sally Hawkins, vítězka v kategorii nejlepší ženský herecký výkon v hlavní roli

  1. Gus Van Sant – Milk a Paranoid Park
- Nejlepší scénář
  1. Dustin Lance Black – Milk
  2. Mike Leigh – Happy-Go-Lucky
- Nejlepší herec v hlavní roli
  1. Sean Penn – Milk a Mickey Rourke – Wrestler (remíza)
  2. Richard Jenkins – Nezvaný host a Frank Langella – Duel Frost/Nixon (remíza)
- Nejlepší herečka v hlavní roli
  1. Sally Hawkins – Happy-Go-Lucky
  2. Anne Hathawayová – Rachel se vdává
- Nejlepší herec ve vedlejší roli
  1. Heath Ledger – Temný rytíř
  2. Robert Downey Jr. – Tropická bouře
- Nejlepší herečka ve vedlejší roli
  1. Penélope Cruz – Vicky Cristina Barcelona
  2. Viola Davis – Pochyby
- Nejlepší obsazení
  1. Tropická bouře
  2. Nezvaný host
- Nejlepší dokument
  1. Muž na laně
  2. Mladí srdcem
- Nejlepší cizojazyčný film
  1. Ať vejde ten pravý (Švédsko)
  2. Valčík s Bašírem (Izrael)
- Nejlepší animovaný film
  1. VALL-I
  2. Valčík s Bašírem
- Nejlepší kamera
  1. Christopher Doyle a Rain Kathy Li – Paranoid Park
  2. Anthony Dod Mantle – Milionář z chatrče
- Nejlepší střih
  1. Chris Dickens – Milionář z chatrče
- Nejlepší použití hudby
  1. Crazy Heart
- Nejlepší nový filmař
  1. Martin McDonagh – V Bruggách